# Lahovče
Lahovče so naselje v Občini Cerklje na Gorenjskem.